# Gvajana
Gvajana je država u Južnoj Americi, smještena na sjeveru kontinenta na obali Atlantskog oceana. Na zapadu graniči s Venezuelom, na jugu s Brazilom te na istoku sa Surinamom.

## Zemljopis
Gvajana se sastoji od tri zemljopisne regije: uske i plodne obalne nizine u kojoj živi većina stanovništva; pojasa bijelog pješčanog tla koji je u unutrašnjosti pokriven džunglom i sadrži glavninu rudnih bogatstava zemlje te brdovite unutrašnjosti koja se izdiže prema brazilskoj granici, a u njoj se nalazi i najviši vrh zemlje, Roraima (2835 m) na tromeđi Gvajane, Brazila i Venezuele. Najveće rijeke su Essequibo, Demerara, Berbice i Corentyne na granici sa Surinamom. Na ušću Essequiba nalazi se nekoliko većih otoka. Klima je tropska, uglavnom vruća i vlažna, a uz obalu je ublažavaju sjeveroistočni pasati. Kišna su razdoblja od svibnja do sredine kolovoza i od sredine studenog do sredine siječnja.

## Povijest
U vrijeme dolaska prvih Europljana na područje Gvajane oko godine 1500. ovdje su živjela indijanska plemena Arawak i Carib. Nizozemci su prvi osnovali veća naselja početkom 17. stoljeća i to tri odvojene kolonije, Essequibo (1616.), Berbice (1627.) i Demerara (1752.), a krajem 18. stoljeća područjem je zavladala Velika Britanija (Nizozemci su formalno prepustili kolonije 1814.) Godine 1831. sve su tri ujedinjene u Britansku Gvajanu.
Ukidanje ropstva 1834. dovelo je do naseljavanja crnaca u urbanim područjima i dolaska najamnih radnika iz Indije, Kine i Portugala za rad na plantažama šećerne trske. Etničko-kulturna podjela među skupima zadržala se do danas i u gvajanskoj je povijesti ponekad bila izvorom političkih razmirica. Zemlja je postala neovisnom 1966. zadržavši članstvo u Commonwealthu, a 1970. je u sklopu zaokreta prema socijalističkom uređenju gospodarstva službeno proglašena Kooperativnom Republikom.

## Stanovništvo
Tri su najveće skupine stanovništva Indijci (50%) koji uglavnom žive na selu, Afrikanci (oko 40%), stanovnici gradova, i Američki Indijanci (4 – 7%). Vjerske podjele uglavnom se podudaraju s etničkim tako da su stanovnici indijskog porijekla uglavnom hinduisti, a ima i nešto muslimana, dok crni Afrikanci većim dijelom pripadaju kršćanstvu, najviše anglikanstvu. 45 700 gvajanskih državljana govori nekim od indijanskih jezika kao materinskim, a najrasprostranjeniji su macushi (18 000), wapishana (13 000) i kapóng (10 000).

## Gospodarstvo
Najvažnije su gospodarske aktivnosti dobivanje šećera iz šećerne trske, rudarstvo (vadi se boksit i zlato) te šumarstvo. Mnoge su velike tvrtke u stranom vlasništvu. Gospodarski rast ovisan je o cijenama nekoliko ključnih izvoznih proizvoda na svjetskom tržištu.
BDP je za 2004. procijenjen na 3.800 USD po stanovniku, mjereno po PPP-u.

## Vanjske poveznice
- Missions Atlas Project Area of the World Country (Gvajana)[neaktivna poveznica]